# Drago Žerjal
Drago Žerjal, slovenski rodoljub, * 1. julij 1903 Boršt pri Trstu, † 6. januar 1991, Koper.

## Življenje in delo
Rodil se je v kmečki družini v Borštu nad Trstom. Osnovno in meščansko šolo je obiskoval v Trstu. Po končani trgovski šoli v Celju se je leta 1920 v Trstu zaposlil kot računovodja. Sodeloval je v slovenskih dijaških kulturnih krožkih Prosveta v Trstu in Sloga v Celju. Leta 1921 je sodeloval pri ustanovitvi mladinskega društva Omladina v Trstu, 1924 mladinskega društva Zarja v Rojanu ter bil njegov predsednik do razpusta novembra 1926, ter hkrati tajnik kolesarskega društva Adria. Jeseni 1927 je skupaj s Vekoslavom Špangerjem, Zvonimirom Milošem in Franom Marušičem v Trstu ustanovil ilegalno tajno organizacijo Borba ter bil v njenem ožjem vodstvu. Kasneje je deloval v tajni organizaciji TIGR. Organizacija se je s požigi raznarodovalnih ustanov ter bombnima atentatoma na svetilnik zmage ter prostore fašističnega časopisa Il Popolo di Trieste v Trstu, borila proti fašističnemu raznarodovanju slovenske in hrvaške manjšine v Julijski krajini. Žerjal je vzdrževal ilegalni zvezo s tigrovci v Istri, po aretaciji Vladimira Gortana pa je 15. aprila 1929 zbežal v Jugoslavijo. V Kranju se je zaposlil na zavodu za socialno zavarovanje in ustanovil emigrantsko društvo Zarja. V Kranju je 1931  organiziral postavitev prvega spomenika bazoviškim žrtvam in Vladimirju Gortanu. Leta 1932 pa je bil zaradi osebnih sporov izključen iz vseh emigrantskih organizacij. Po izključitvi se je posvetil sindikalnemu delu. Ob tekstilni stavki 1936 v Kranju je organiziral prehrano za stavkajoče. Od 1936 je bil zaposlen pri zavarovalnem zavodu v Ljubljani. Tu je deloval v emigrantskem društvu Tabor, pred razpustom društva 1940 je bil nekaj časa tudi njegov predsednik. Po napadu na Jugoslavijo se je pridružil primorskim prostovoljcem v Soški legiji, ki pa je prispela le do Karlovca. Iz Karlovca se je vrnil v Kranj. Tu se je vključil v delo Osvobodilne fronte, avgusta 1943 pa je postal član Komunistične partije Slovenije. V drugi polovici februarja 1944 ga je gestapo aretiral in 24. aprila s skupino 30 jetnikov odpeljal v delavno taborišče pri Düsseldorfu. Iz taborišča je pobegnil ter se po vrnitvi v Slovenijo pridružil borcem  Vojkove brigade. V bojih je bil dvakrat ranjen. Po osvoboditvi je bil zaposlen v Trstu, Kranju in Kopru, tu je bil nazadnje direktor pokrajinskega zavoda za socialno zavarovanje in direktor Gospodarske zbornice. Upokojil se je leta 1964.